# 黃麗君
黃麗君（Fanny Wong），香港建制派評論員，為退休英國裔香港公務員盧維思的現任妻子。

## 簡歷
黃麗君於免費香港報紙《頭條日報》逢周二及周四刑登的「中環HighTea」專欄發表對時事及政治的見解，其政治立場親建制派。

## 職位
- 國際公關公司 Golin Harris International Limited 主管
- 2005年曾經為特首競選傳訊顧問
- 天禧顧問有限公司執行董事

## 家庭
黃麗君與英國裔丈夫盧維思（Michael Rowse）育有兩名子女

## 參與組織
香港中文大學新聞與傳播學院2006-2010校友會幹事會副主席

## 注目事件
- 2016年5月10日，在《頭條日報》專欄上聲稱Vocaloid初音未來的著名歌曲《千本櫻》是宣揚、歌頌日本軍國主義的歌曲，嚴厲責罵用它來參加歌唱比賽的學生不愛國，引起群眾不滿她曲解歌曲內容及含義。留言的讀者指她把歌曲反思和反戰內容描述成相反的東西，反問她有否認真聽過歌曲。部分留言讀者更要求她道歉。
- 2005年為特首競選傳訊顧問
- 2004年10月，星展銀行疏忽毀壞客戶保險箱，及後由黃麗君（及其公關公司）為顧問，為事後處理事件

## 資料來源
- 中文大學新聞與傳播學院校友會幹事會副主席 （页面存档备份，存于）
- 中文大學新聞與傳播學院校友會幹事會副主席 （页面存档备份，存于）
- 黃麗君擢升主管
- 星展銀行疏忽毀壞客戶保險箱 （页面存档备份，存于）
- 天禧顧問有限公司的執行董事黃麗君女士